# 万里鏡1号
万里鏡1号（ばんりきょう1ごう/マンリギョン1ごう、朝鮮語: 만리경-1호）は、朝鮮民主主義人民共和国（北朝鮮）の軍事偵察衛星である。北朝鮮初の軍事偵察衛星であり、大韓民国とアメリカ合衆国を偵察するために使用される予定となっている。
3機製造され3回打ち上げられたが、そのうち最初の2回は失敗し、3回目となる2023年11月21日の打ち上げで成功した。また、これは北朝鮮の新型ロケット「千里馬1型」の最初の打ち上げ成功でもある。

## 最初の打ち上げ
最初の打ち上げは2023年5月31日に行われた。しかし、千里馬1型の第2段エンジンが想定より早く点火し、打ち上げは失敗した。この打ち上げにより、ソウル特別市と沖縄県に避難勧告が出された。北朝鮮政府は打ち上げが失敗したことをすぐに発表した。この発射に先立つ5月25日、韓国はヌリ号というロケットの打ち上げに成功しており、大韓民国国家情報院はこの出来事に触発された北朝鮮が発射準備を急いだことが失敗の一因と見ている。
ロケットや衛星の残骸は黄海に墜落した。大韓民国国軍が残骸の回収を試み、群山市於青島の海岸から200キロメートル離れた場所を捜索した。大韓民国国防省は、ロケットの一部とみられる白い円筒の画像を公開した。
北朝鮮の国家航空宇宙技術総局（NATA）は、二度目の衛星打ち上げを実施する前に調査すると発表した。ホワイトハウス、日本、国際連合事務総長は、弾道ミサイル技術の使用を禁止する安全保障理事会決議への違反を理由に、この発射を非難した。

## 二度目の打ち上げ
万里鏡1号は2023年8月23日に再び千里馬1型に搭載されて打ち上げられたが、失敗した。第3段エンジン航行中に緊急飛行停止システムの異常が発生したことが原因だった。

## 三度目の打ち上げ
三度目の打ち上げは当初2023年10月に実施される予定だったが、前回の失敗の原因となった技術的問題の修正が遅れたため、11月21日に延期された。韓国の聯合ニュースは、北朝鮮の通信社である朝鮮中央通信の報道として、人工衛星は所定の軌道に上手く投入され、千里馬1型の打ち上げに初めて成功したと伝えた。ただし、すぐに観測することはできなかった。日本と韓国の当局は、衛星が軌道に投入されたかどうかを判断することはできないと述べたが、後に韓国軍と国家情報院は軌道投入に成功したとの見方を示し、アメリカ軍は高度500キロ前後で地球を周回していると分析したほか、日本の木原稔防衛大臣も「北朝鮮が発射した何らかの物体が地球を周回していることを確認した」と述べている。北朝鮮は12月1日から衛星を使った偵察任務に着手するとしている。
NATAは、金正恩が打ち上げを監督したとしている。また、国家情報院はこれまでの打ち上げの情報をロシアに分析してもらうなどの支援を受けたとみている。
打ち上げを受けて、韓国は11月22日に2018年の南北軍事合意書で定められた飛行禁止区域を無効化すると発表し、北朝鮮も11月24日の声明で合意を全面的に破棄すると発表した。ただし、韓国統一部は、双方の同意がなければ合意の破棄は成立しないとして、韓国側は一部効力を停止させるに留めて破棄には同意しないと述べている。
2024年2月19日から24日にかけて衛星の近地点が488kmから497kmに変更されたことが確認されており、北朝鮮が衛星を制御できている証左だと見做されている。ただし、この時点でも衛星が果たしている機能は依然不明であった。